# Живко Вангелов
Живко Атанасов Вангелов (болг. Живко Атанасов Вангелов; нар. 7 липня 1960, Нова Загора, Сливенська область) — болгарський борець греко-римського стилю, дворазовий чемпіон та дворазовий бронзовий призер чемпіонатів світу, дворазовий чемпіон Європи, срібний призер Олімпійських ігор.

## Життєпис
Боротьбою почав займатися з 1972 року. Закінчив спортивну школу в Хасково під керівництвом тренера Івана Георгієва, служив у «Тракії» — Пловдів, де став чемпіоном серед юнаків. Здобув вищу освіту в Національній спортивній академії імені Василя Левського, а з 2-го курсу виступав за команду «Левські-Спартак». У 1981 році став бронзовим призером чемпіонату світу серед юніорів.
У 1983 році став чемпіоном Європи серед дорослих. Виграв чемпіонат Болгарії у 1985 році. Того ж року став чемпіоном світу на змаганнях в Колботні, Норвегія. Бронзовий призер чемпіонату світу в 1986 році. У 1987 році він повторив свій успіх і знову став чемпіоном світу та Європи в Тампере, Фінляндія, та Клермон-Ферран, Франція. Визнаний FILA борцем № 1 у світі за 1987 рік та найтехнічнішим учасником чемпіонату світу в Клермон-Фран того ж року. Там він застосував до своїх суперників 16 прийомів, 6 з яких були кидками назад, оцінюваними в 5 балів, та виграв 50 технічних балів. Він дозволив суперникам лише 3 тейкдауни та програв 3 технічні очки. На літніх Олімпійських іграх у Сеулі 1988 року він виборов срібну медаль з вільної боротьби у ваговій категорії до 62 кг, поступившись у фіналі представнику СРСР Камандару Маджидову. Майстер кидків на поясі через тіло — прийому, який приніс йому найбільше перемог з туше.

## Спортивні результати на міжнародних змаганнях

### Виступи на Олімпіадах
| Змагання                    | Збірна   | Вагова категорія                 | Місце  |
| --------------------------- | -------- | -------------------------------- | ------ |
| Літні Олімпійські ігри 1988 | Болгарія | греко-римська боротьба, до 62 кг | Срібло |

### Виступи на Чемпіонатах світу
| Змагання                        | Збірна   | Вагова категорія                 | Місце  |
| ------------------------------- | -------- | -------------------------------- | ------ |
| Чемпіонат світу з боротьби 1983 | Болгарія | греко-римська боротьба, до 62 кг | Бронза |
| Чемпіонат світу з боротьби 1985 | Болгарія | греко-римська боротьба, до 62 кг | Золото |
| Чемпіонат світу з боротьби 1986 | Болгарія | греко-римська боротьба, до 62 кг | Бронза |
| Чемпіонат світу з боротьби 1987 | Болгарія | греко-римська боротьба, до 62 кг | Золото |

### Виступи на Чемпіонатах Європи
| Змагання                         | Збірна   | Вагова категорія                 | Місце  |
| -------------------------------- | -------- | -------------------------------- | ------ |
| Чемпіонат Європи з боротьби 1983 | Болгарія | греко-римська боротьба, до 62 кг | Золото |
| Чемпіонат Європи з боротьби 1984 | Болгарія | греко-римська боротьба, до 62 кг | 5      |
| Чемпіонат Європи з боротьби 1987 | Болгарія | греко-римська боротьба, до 62 кг | Золото |

### Виступи на інших змаганнях
| Змагання                         | Збірна   | Вагова категорія                 | Місце  |
| -------------------------------- | -------- | -------------------------------- | ------ |
| Золотий Гран-прі з боротьби 1987 | Болгарія | греко-римська боротьба, до 62 кг | Срібло |
| Гала гран-прі FILA 1987          | Болгарія | греко-римська боротьба, до 62 кг | Золото |

### Виступи на змаганнях молодших вікових груп
| Змагання                                      | Збірна   | Вагова категорія                 | Місце  |
| --------------------------------------------- | -------- | -------------------------------- | ------ |
| Чемпіонат світу з боротьби серед юніорів 1981 | Болгарія | греко-римська боротьба, до 62 кг | Бронза |